# Pharmacophagus antenor
Pharmacophagus antenor is een vlinder uit de familie pages (Papilionidae). De wetenschappelijke naam van de soort is in 1773 als Papilio antenor door Dru Drury gepubliceerd.

## Kenmerken
De vleugels vertonen opvallende rode vlekken. De spanwijdte bedraagt ongeveer 13,5 cm.

## Verspreiding en leefgebied
Deze vlindersoort is endemisch op Madagaskar.

## Waardplanten
De waardplanten behoren tot de familie Combretaceae.